# Campeonato Boliviano de Fútbol Femenino
El Campeonato Boliviano de Fútbol Femenino o Liga Femenina de Fútbol Boliviano desde la temporada 2024, es el torneo nacional de mayor relevancia correspondiente a la rama femenina del fútbol boliviano, y es organizado por la Federación Boliviana de Fútbol. Las campeonas clasifican a la Copa Libertadores Femenina. 
Fue creado en 2005 bajo la denominación de Nacional de Clubes Campeones, para enfrentar a las campeonas de sus respectivas regiones. El club que más veces ganó el torneo es Deportivo Ita (7).

## Historia
El 16 de febrero de 2005 comenzó, con ocho equipos participantes, el primer campeonato nacional de Fútbol Femenino. El club Enforma Santa Cruz se coronó como el primer campeón. Los otros equipos que participaron en aquel torneo inaugural fueron Atlético Fernández, Serpcam, Universidad Iberoamericana, Huanuni Municipal, 12 de Abril, una selección de El Torno y Blooming.
En 2015, San Martin de Porres de Tarija rompió la hegemonía de los clubes de Santa Cruz que conquistaron los títulos en los diez primeros campeonatos.
En 2022, Always Ready de La Paz consiguió el primer título de un representativo del occidente de país.
En 2024 se funda la Liga Femenina de Fútbol Boliviano en la cual participaron los 16 clubes de la División Profesional junto con 6 equipos de Asociación que cumplieron con todos los requisitos para participar de un campeonato de carácter profesional. La Federación Boliviana de Futbol también anunció que dejaría de subvencionar a los equipos participantes del campeonato marcando el fin de la era amateur.

## Formato
La Liga Femenina 2025 comenzó en junio con 28 equipos divididos en cinco zonas geográficas. Se jugó bajo el sistema todos contra todos, con partidos de ida y vuelta.
Clasificaron los dos primeros de las zonas 1, 2 y 3, y los mejores dos de las zonas 4 y 5.

## Equipos participantes (2024)
En el campeonato 2024 participaran los 16 clubes de la División Profesional 2024 más 6 clubes de asociación: Deportivo Ita(Asociación Cruceña de Futbol) , Bustillos Presto(Asociación Chuquisaqueña de Futbol), Pedro Antonio Flores(Asociación Tarijeña de Futbol), Astor(Asociación de Futbol de Cochabamba), Fatic(Asociación de Futbol de La Paz), Independiente (Asociación de Futbol de Oruro).

## Historial
Campeonatos nacionales (2005-2023)
| Temporada | Campeón           | Subcampeón              |
| --------- | ----------------- | ----------------------- |
| 2005      | Enforma SC        | Atlético Fernández      |
| 2006      | Enforma SC        | Atlético Fernández      |
| 2007      | Enforma SC        | Blooming                |
| 2008      | Enforma SC        | Blooming                |
| 2009      | Enforma SC        | Real Santa Cruz         |
| 2010      | Florida           | Enforma                 |
| 2011      | Gerimex           | Blooming                |
| 2012      | Universidad       | Santa Cruz FC           |
| 2013      | Mundo Futuro      | Universidad             |
| 2014      | Mundo Futuro      | Aurora                  |
| 2015      | San Martin        | Deportivo Ita           |
| 2016      | San Martin        | Deportivo Ita           |
| 2017      | Deportivo Ita     | Universitario San Simon |
| 2018      | Deportivo Ita     | San Martín              |
| 2019      | Mundo Futuro      | San Martín              |
| 2020      | Deportivo Trópico | Universidad             |
| 2021      | Real Tomayapo     | ABB                     |
| 2022      | Always Ready      | Astor FC                |
| 2023      | Always Ready      | Astor FC                |

Liga nacional (2024-act)
| Temporada | Campeón      | Subcampeón  |
| --------- | ------------ | ----------- |
| 2024      | Always Ready | Astor FC    |
| 2025      | Por Definir  | Por Definir |

## Títulos por club
| Club                    | Títulos | Subtítulos | Temporadas Títulos                       | Temporadas Subtítulos |
| ----------------------- | ------- | ---------- | ---------------------------------------- | --------------------- |
| Deportivo Ita           | 7       | 3          | 2005, 2006, 2007, 2008, 2009, 2017, 2018 | 2019, 2015, 2016      |
| Mundo Futuro            | 3       | -          | 2013, 2014, 2019                         |                       |
| Always Ready            | 3       | -          | 2022, 2023, 2024                         |                       |
| San Martin              | 2       | 2          | 2015, 2016                               | 2018, 2019            |
| Universidad             | 1       | 2          | 2012                                     | 2013, 2020            |
| Santa Cruz F.C.         | 1       | 1          | 2011                                     | 2012                  |
| Florida                 | 1       | -          | 2010                                     |                       |
| Deportivo Trópico       | 1       | -          | 2020                                     |                       |
| Real Tomayapo           | 1       | -          | 2021                                     |                       |
| Astor FC                | -       | 3          |                                          | 2022, 2023, 2024      |
| Atlético Fernández      | -       | 2          |                                          | 2005, 2006            |
| Blooming                | -       | 2          |                                          | 2007, 2008            |
| Real Santa Cruz         | -       | 1          |                                          | 2009                  |
| Aurora                  | -       | 1          |                                          | 2014                  |
| Universitario San Simón | -       | 1          |                                          | 2017                  |
| ABB                     | -       | 1          |                                          | 2021                  |